# 余紹宋

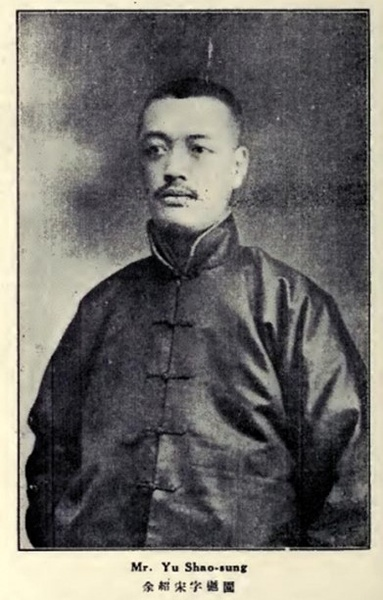

余紹宋（1883年—1949年）字越園、樾園，别号粤采、觉庵、觉道人、映碧主人等。浙江龍遊人，生于廣州。中国書畫家、金石學家、詩人、法學家、方志學家、報人。

## 生平
余紹宋的曾祖曾任广东連州知州，故余紹宋生于廣州。余紹宋16歲為諸生，20歲任龍遊新學堂堂長。24歲時，和馬敘倫等人一同赴日本東京法政大學留学，1910年畢業归國，在清朝外务部任职。中华民国成立後，他在国会眾議院任職。1913年，梁啟超任北京政府司法總長時，余紹宋在其手下任职，自此二人开始来往。1913年起，余紹宋任司法部參事，一直任职7年，1913年還被司法部選派為政治會議議員。1921年，他任司法次長，任職9個月即去職。
此后，他历任國立北平美術專科學校校長、故宮博物院維持會常委、浙江文獻委員會主任委员等職。他還曾任國立法政大學、國立師范大學教授。他和梁啟超一直保持着聯係。1925年余紹宋编写完成《龍遊縣志》，梁啟超為其作序。
1927年夏，梁啟超因腎病而停止講學，自北京回到天津飲冰室休养。同年7月7日，余紹宋自北京迁居天津，借住在朋友郭蕓夫家（位于天津意租界）。郭蕓夫家距梁啟超的飲冰室较近，余紹宋常去飲冰室探望梁啟超。梁啟超還给張元濟寫信推薦余紹宋赴商務印書館任职。1927年10月，余紹宋離开天津。
1928年3月，余紹宋返回天津後，开始编写《中國美術史》，并繼續編写《書畫書錄題解》一書。余紹宋还“盡窺飲冰室之所藏”。四個月後，余紹宋離开天津。
1949年，余紹宋逝世。